# ذراع الحسية

تعديل مصدري - تعديل

ذراع الحسيه هي إحدى قرى عزلة القارة بمديرية رصد التابعة لمحافظة أبين، بلغ تعداد سكانها 25 نسمة حسب تعداد اليمن لعام 2004.